# Rostam (shahrestan)
Rostam (persiska: شهرستان رستم, رستم) är en shahrestan, delprovins, i Iran.   Den ligger i provinsen Fars, i den centrala delen av landet, 600 km söder om huvudstaden Teheran.
Delprovinsen hade 44 386 invånare 2016.